# Adesmia latifolia
Adesmia latifolia es una especie de planta floral del género Adesmia, categorizada en la tribu Dalbergieae, de la familia Fabaceae.

## Distribución
Especie nativa de Argentina, Brasil y Uruguay. Crece en el bioma subtropical.

## Taxonomía
Fue descrita por (Spreng.) Vogel y publicada en Linnaea 12: 7 (1838).